# Яков-звездоночный
Яков-звездоночный  — день в народном календаре у славян, приходящийся на 30 апреля (13 мая). Название происходит от имени апостола Якова. В этот день гадали о предстоящей погоде летом и об урожае.

## Обычаи
В Подмосковье считали: если вечером небо будет звёздным и подует ветер с юга, то лето будет тёплым, с грозами, что предвещает хороший урожая. В Рязанской губернии наблюдали: взойдет солнце на безоблачном небе, — лето будет ясным («ведреным»); а если взойдёт на облачном небе — лето будет дождливым.
В Тульской губернии существовало поверье, чтобы не заболеть, в этот день нельзя выезжать в дорогу, не умывшись мартовской водой (натаенной из мартовского снега). Считалось, что на Якова начинают бродить по чужой стороне весенние болезни, которые сидели всю зиму в снеговых горах, а с первою вешней оттепелью выходили к людям. И только мартовского снега боятся эти болезни.
Гуцулы до этого дня не сажали овощи и не сеяли («До Якова земля ниякова»), а также не стригли овец во избежание болезней.
Последний день апреля был последним днём весенних свадеб: «в май жениться — век свой маяться!».

## Поговорки и приметы
- Тёплый вечер на святого апостола Иакова и звёздная ночь — к урожаю.
- В этот день не выезжают в путь, не искупавшись в мартовской снежной воде.
- На чужбине бродят тощие, заморенные болезни.
- Ясный восход солнца — вёдрое лето (рязанск.)[5]